# 강민 (프로게이머)
강민(姜旼, 1982년 3월 15일 ~ ) 은 대한민국의 스타크래프트 프로게이머이자 前 리그 오브 레전드 게임 해설가이다.

## 개요
1999년 하반기 아마추어 게이머 활동을 시작했으나 학업 문제로 2001년 하반기까지 약 2년 동안 휴식기를 가진 뒤 2002년 상반기 GO(현 CJ 엔투스)팀에 입단하면서 정식으로 프로게이머 활동을 시작한 이후부터 2008년 상반기까지 개인리그 2회 우승, 2회 준우승 등의 커리어를 보유하고 있으며, 프로토스 최초이자 마지막으로 양대리그 제패의 위업을 달성했다. 또한 새로운 전략, 개념을 꾸준히 제시하며 현 프로토스 진영의 타종족전 패러다임을 정립시키는 데 일조했다.
그가 전성기 시절 가장 많이 활용했던 대테란전 운영(셔틀 견제 이후의 지상군+캐리어 조합) 및 대저그전의 원게이트 운영, 더블 넥서스 빌드는 현 프로토스의 가장 대표적이고도 기본적인 전략전술로 자리잡았다.
슈마GO(현 CJ 엔투스)소속이던 2004년 4월, 3년간 3억 6천만원이라는 파격적 조건으로 KTF 매직엔스 (현 KT 롤스터)의 유니폼을 입게 되었다. 이적 이후엔 프로리그 에이스 결정전 9연승 등의 활약으로 KTF 매직엔스 (현 KT 롤스터)의 04~05 시즌 23연승에 크게 기여했고, 양대 방송사를 오가며 개인리그에서의 명성 또한 오랜 기간 이어갔다.
2008년 9월, 강민은 한시적인 선수생활 은퇴를 선언하며 MBC게임의 프로리그, MSL 중계진에 합류했다. 기존에 해설을 맡았던 김동준의 군입대 공백을 메우게 된 강민은 클럽데이 온라인 MSL을 통해 정식 해설위원으로 데뷔했으며, 신한은행 프로리그 08-09에서도 '강철승(강민-김철민-한승엽)' 조합의 일원으로서 중계를 담당했었다.
2009년 10월 9일 MBC게임 해설에서 온게임넷 해설로 이적을 했다.
2010년 3월 6일 '신한은행 위너스리그 09-10시즌' 공군 ACE와 SK텔레콤 T1과의 경기가 끝난 후 프로게이머 복귀를 하겠다는 의지를 밝혔다.
이후 돌아온 뒷담화의 코너 강민의 올드보이에서 프로게이머로의 복귀하는 과정을 보여준다. 이 과정에서 공익근무요원 입대 영장을 받게되고 프로그램에서 스타리그 예선을 치른 후에 입대하게 된다는 앞으로의 계획을 밝혔다.
2010년 6월 11일, 대한항공 스타리그 2010 Season 2 예선에서 이호준을 만나 0:2의 패배를 당했다.
2010년 6월 17일, 공익근무요원으로 논산훈련소에 입대하였다. 공익판정을 받은 이유는 강민은 선천적으로 시력이 심각하게 나빠서 현역 생활에 지장을 줄 수 있기 때문이었다고 한다. 이후 2012년 6월 15일 소집해제하였다.
2012년 6월 19일 서지훈과 레전드 매치를 치룸으로 온게임넷에 복귀하였다.
2012년 6월 27일, 온게임넷의 보도자료에 따르면 강민이 리그 오브 레전드 해설로 복귀하게 되며, 2012년 ~ 2014년까지 롤챔스의 해설자로 활동했다.
2015년 5월 19일, 강민은 온게임넷에서 해설을 그만두고 헝그리앱TV 등에서 활동을 하게 된다.
2015년 7월 20일, OGN 베인글로리 리그에서 박태민과 함께 해설을 하게 되면서 강민은 OGN에 다시 복귀하게 되었다.

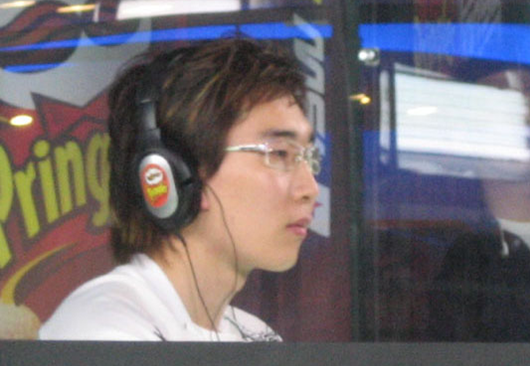
프링글스 MSL 시절 강민

### 임요환, 최연성과의 관계
임요환, 최연성은 강민의 전성기였던 2003~2004 시즌의 대표적인 테란 유저들이었다. 이 시기 강민은 여러 차례 임요환을 격파하여 명성을 얻었는데, 특히 2003년 말부터 2004년 초까지 개인리그 2회 우승, 1회 준우승을 기록한 그를 두고 "강민을 '본좌'로 볼 수 있느냐"는 네티즌간의 논쟁이 벌어지기도 했다.
이 논쟁은 임요환의 제자이자 그를 잇는 최고의 테란 선수가 된 최연성에 의해 일단락됐다. 최연성은 개인리그 및 팀단위 리그의 고비 때마다 강민을 꺾었으며, 오래잖아 당대 1인자로 군림했던 이윤열의 왕좌를 탈환함으로써 자신이 최강임을 입증해냈다.
임요환과의 전적은 공식전만으로는 11:5, 비공식전까지 포함하여 14:6으로 강세다. 하지만 최연성과의 전적은 공식전만으로는 4:9 약세, 비공식전까지 합치면 4:10 약세다.

### 천적이었던 박용욱
박용욱과의 악연은 2002년 온게임넷 챌린지리그 결승전부터 시작한다. 챌린지리그 우승자는 바로 스타리그로 직행하고, 준우승자부터는 듀얼토너먼트를 거쳐 스타리그를 갔어야 했는데, 이 결승에서 박용욱은 강민을 3:2로 꺾으며 스타리그에 직행한다. 강민은 그 후 듀얼토너먼트에서 떨어지며 다음 시즌을 기약하게 된다. 이후 마이큐브배 스타리그 결승전에서 다시 악몽이 시작되었다. 그 당시 최고의 기량을 선보이던 강민은 결승전에 진출하여 처음 결승전에 올라오는 박용욱을 상대하게 되었다. 많은 사람들이 강민의 우세를 점쳤지만 박용욱이 3:1로 승리하였다. 그리고 프로리그나 개인리그 등 중요한 경기에서 박용욱에게 약한 모습을 보였다. SKY프로리그 결승전 SK텔레콤 T1과 KTF(현재 KT)와의 경기에서 그 전까지 에이스 결정전 9연승을 달리고 있었던 강민은 팀이 3:1로 몰리던 상황에서 당시 임요환(SK텔레콤 T1)의 무적의맵 알포인트에 임요환 스나이핑으로 배치되었으나 의외의 카드 박용욱을 만나면서 팀의 준우승과 함께 천적 관계가 그대로 굳어졌다. 하지만 그 뒤로 조금씩 차이를 좁히기 시작하였다. 특히 프링글스 MSL Season1 4강에서는 박용욱을 3:0으로 셧아웃을 시켰고, e-stars Seoul 2009 헤리티지에서 마지막으로 박용욱을 꺾으며 공식전만으로는 12:12, 비공식전까지 포함해 상대전적을 16:16로 천적관계를 풀어냈다. 이후 09-10시즌부터 온게임넷에서 같이 프로리그를 진행하게 된다. 그후 뒷담화 프로그램에 나오면서 서로 사이좋게 지내면서 즐거운 라이벌 관계를 유지하였다.

### 마재윤과의 관계
마재윤과의 관계는 치열했던 성전으로 유명한데 이는 2005년 MBC Movies배 팀리그부터 2009 헤리티지까지 이어졌다. 2005년~2009년 당시 프로게이머 중에서 최고로 불리던 마재윤과 이에 맞서는 강민과의 경기는 타경기에 비해서 유난히 치열했다. 1차~13차까지 치러졌지만, 강민은 대부분 마재윤의 벽을 넘지 못했다. 총 상대전적은 18:8 (공식전 8:5)로 마재윤이 우세하였다. 이를 두고 당시 팬들은 성전(聖戰)이라 일컬었다. 두 사람은 13차에 걸친 치열한 경기를 가지면서 서로 맞붙어왔으나, 마재윤의 파렴치한 승부조작으로 인해 이 경기들은 전부 무효처리되었으며, 마재윤의 승부조작 사실이 알려진 후 강민은 프로그램 시작 전에 엄청난 욕설을 하였다고 한다.
- 1차 성전: 2005년 2월 12일 MBC Movies배 팀리그 G.O VS KTF 3경기, 결과/ 강민 승
- 2차 성전: 2005년 8월 27일 구룡쟁패 듀얼토너먼트 1R F조 4경기, 결과/ 강민 승
- 3차 성전: 2005년 10월 6일 LG CYON 2005 MSL 16강 1경기, 결과/ 마재윤 승
- 4차 성전: 2006년 2월 27일 Elite학생복 MSL 올스타리그 대구투어 결승전 결과/ 2:1 강민 승
- 5차 성전: 2006년 7월 16일 프링글스 MSL 시즌 1 결승전, 결과/ 3:1 마재윤 승
- 6차 성전: 2006년 8월 5일 WEF 2006 4강, 결과/ 2:0 마재윤 승
- 7차 성전: 2006년 11월 2일 프링글스 MSL 시즌 2 4강, 결과/ 3:1 마재윤 승
- 8차 성전: 2007년 1월 11일 곰TV MSL 시즌 1 8강, 결과/ 마재윤 승
- 9차 성전: 2007년 4월 29일 신한은행 프로리그 2007 전기리그 CJ VS KTF 2세트, 결과/ 강민 승
- 10차 성전: 2007년 5월 20일 2007 WWI 4강, 결과/ 2:0 마재윤 승
- 11차 성전: 2007년 8월 4일 2007 블리즈컨 8강, 결과/ 2:1 마재윤 승
- 12차 성전: 2007년 8월 5일 2007 블리즈컨 최종 결승전, 결과/ 2:0 마재윤 승
- 13차 성전: 2009년 7월 21일 스타크래프트 헤리티지 10강 B조 5경기, 결과/ 마재윤 승

### 통산 전적
|             | 경기 | 승-패   | 승률  |
| ----------- | ---- | ------- | ----- |
| 대 테란     | 249  | 150–99  | 60.2% |
| 대 저그     | 248  | 132–116 | 53.2% |
| 대 프로토스 | 133  | 81–52   | 60.9% |
| 총 합       | 630  | 363–267 | 58.1% |

## 주요 기록

### 개인리그
메이저 개인리그 우승 2회, 준우승 2회
2000년~2002년
- 2000년 밀레니엄 사이버 페스티벌 MCF대회 3위
- 2001년 Gamei 주장원 1주차 2위
- 2001년 안산페스티벌 일반부 3위(2001.10.3)
- 2002년 Gamei 주장원 1주차 우승
- 2002년 제1회 KTF 나지트배 프로게이머 최강전 우승
- 2002년 제2회 KTF 나지트배 프로게이머 최강전 준우승
- 2002년 제3회 KTF 나지트배 프로게이머 최강전 우승
- 2002년 2002 WCG 국가대표 선발전 4위

2003년~2006년
- 2003년 챌린지 듀얼 토너먼트 진출
- 2003년 스타우트 MSL 2003 우승 (3:0 이윤열)
- 2003년 2003 마이큐브배 온게임넷 스타리그 준우승 (1:3 박용욱)
- 2003년 TG삼보 MSL 16강
- 2004년 NHN 한게임 온게임넷 스타리그 03~04 우승 (3:1 전태규)
- 2004년 하나포스 센게임 MSL 3위
- 2004년 The Games 창간기념 인텔 베스트 커플전 우승
- 2004년 질레트 스타리그 16강
- 2004년 스프리스 MSL 3위
- 2004년 당신은 골프왕 MSL 16강
- 2005년 스니커즈 올스타 리그 1라운드 4위
- 2005년 스니커즈 올스타 리그 2라운드 준우승
- 2005년 스니커즈 올스타 리그 통합 4위
- 2005년 블리즈컨 2005 스타크래프트 부문 4위
- 2006년 K.SWISS 온게임넷 듀얼 토너먼트 1 라운드, 2위
- 2006년 CYON MSL 본선 진출
- 2006년 WWI 2006 스타크래프트 부문 우승
- 2006년 신한은행 스타리그 2006 시즌1 16강
- 2006년 프링글스 MSL 시즌1 준우승 (1:3)
- 2006년 WEF 2006 스타크래프트 부문 4위
- 2006년 프링글스 MSL 시즌2 4강
- 2006년 2006 대한민국 e-SPORTS 대상 명승부 베스트3

2007년~2012년
- 2007년 곰TV MSL 시즌1 4강
- 2007년 곰TV MSL 시즌2 16강
- 2007년 WWI 2007 스타크래프트 부문 4강
- 2007년 블리즈컨 2007 스타크래프트 부문 준우승
- 2007년 곰TV MSL 시즌3 8강
- 2008년 곰TV MSL 시즌4 32강
- 2009년 e스타즈 서울 2009 스타크래프트 헤리티지 출전
- 2012년 e스포츠 명예의 전당 헌액

### 팀단위 리그
- 2003년 계몽사 MBC게임 팀리그 우승 (GO)
- 2003년 라이프존 MBC게임 팀리그 우승 (GO)
- 2004년 LG IBM MBC게임 팀리그 3위 (슈마GO)
- 2004년 네오위즈 피망 온게임넷 프로리그 우승 (슈마GO)
- 2004년 네오위즈 피망 온게임넷 프로리그 결승전 MVP
- 2005년 SKY 프로리그 2004 3라운드 정규시즌 1위 (KTF 매직엔스)
- 2005년 SKY 프로리그 2004 3라운드 준우승 (KTF 매직엔스)
- 2005년 SKY 프로리그 2004 3라운드 정규리그 MVP
- 2005년 SKY 프로리그 2004 3라운드 개인전 다승왕
- 2005년 SKY 프로리그 2005 전기리그 정규시즌 1위 (KTF 매직엔스)
- 2005년 SKY 프로리그 2005 전기리그 준우승 (KTF 매직엔스)
- 2005년 SKY 프로리그 2005 전기리그 정규리그 MVP
- 2005년 SKY 프로리그 2005 전기리그 개인전 다승왕 (공동)
- 2006년 SKY 프로리그 2005 그랜드 파이널 준우승 (KTF 매직엔스)
- 2007년 제5회 슈퍼파이트 종족최강전 우승 (프로토스팀)

### 팀단위 리그 기록
| 시즌                     | 시즌                     | 소속         | 개인      | 개인      | 팀플      | 팀플      | 합계      | 승률      | 팀성적              | 비고            |
| 시즌                     | 시즌                     | 소속         | 승        | 패        | 승        | 패        | 합계      | 승률      | 팀성적              | 비고            |
| ------------------------ | ------------------------ | ------------ | --------- | --------- | --------- | --------- | --------- | --------- | ------------------- | --------------- |
| 2003 KTF EVER            | 예선                     | G.O 슈마 G.O | 비출전    | 비출전    | 비출전    | 비출전    | 비출전    | 비출전    | 4위(8팀)            |                 |
| 2003 KTF EVER            | 본선                     | G.O 슈마 G.O | 1         | 0         | 5         | 5         | 6승 5패   | 54.5%     | 4위(8팀)            |                 |
| 2003 네오위즈 피망       | 예선                     | G.O 슈마 G.O | 예선 면제 | 예선 면제 | 예선 면제 | 예선 면제 | 예선 면제 | 예선 면제 | 우승(8팀)           | 결승전 MVP 수상 |
| 2003 네오위즈 피망       | 본선                     | G.O 슈마 G.O | 1         | 0         | 9         | 3         | 10승 3패  | 76.9%     | 우승(8팀)           | 결승전 MVP 수상 |
| 2004 SKY 1R              | 2004 SKY 1R              | KTF 매직엔스 | 2         | 2         | 0         | 1         | 2승 3패   | 40.0%     | 7위(11팀)           |                 |
| 2004 SKY 2R              | 2004 SKY 2R              | KTF 매직엔스 | 0         | 1         | 4         | 2         | 4승 3패   | 57.1%     | 새턴리그 3위(5팀)   |                 |
| 2004 SKY 3R              | 2004 SKY 3R              | KTF 매직엔스 | 5         | 2         | 4         | 0         | 9승 2패   | 81.8%     | 준우승(10팀)        |                 |
| 2004 SKY GF              | 2004 SKY GF              | KTF 매직엔스 | -         | -         | 0         | 2         | 0승 2패   | 0.0%      | 4위(4팀)            |                 |
| 2005 SKY 전기            | 2005 SKY 전기            | KTF 매직엔스 | 6         | 2         | 1         | 0         | 7승 2패   | 77.8%     | 준우승(11팀)        |                 |
| 2005 SKY 후기            | 2005 SKY 후기            | KTF 매직엔스 | 6         | 5         | 1         | 0         | 7승 5패   | 58.3%     | 3위(10팀)           |                 |
| 2005 SKY GF              | 2005 SKY GF              | KTF 매직엔스 | 1         | 0         | 0         | 1         | 1승 1패   | 50.0%     | 준우승(4팀)         |                 |
| 2006 SKY 전기            | 2006 SKY 전기            | KTF 매직엔스 | 3         | 3         | 1         | 2         | 4승 5패   | 44.4%     | 4위(11팀)           |                 |
| 2006 SKY 후기            | 2006 SKY 후기            | KTF 매직엔스 | 1         | 2         | 1         | 0         | 2승 2패   | 50.0%     | 10위(11팀)          |                 |
| 2006 SKY 통합챔피언      | 2006 SKY 통합챔피언      | KTF 매직엔스 | 진출실패  | 진출실패  | 진출실패  | 진출실패  | 진출실패  | 진출실패  | 진출실패            |                 |
| 2007 신한은행 전기       | 2007 신한은행 전기       | KTF 매직엔스 | 10        | 10        | -         | -         | 10승 10패 | 50.0%     | 7위(12팀)           |                 |
| 2007 신한은행 후기       | 2007 신한은행 후기       | KTF 매직엔스 | 1         | 9         | -         | -         | 1승 9패   | 10.0%     | 9위(12팀)           |                 |
| 2007 신한은행 통합챔피언 | 2007 신한은행 통합챔피언 | KTF 매직엔스 | 진출실패  | 진출실패  | 진출실패  | 진출실패  | 진출실패  | 진출실패  | 진출실패            |                 |
| 2008 신한은행            | 2008 신한은행            | KTF 매직엔스 | 3         | 1         | -         | -         | 3승 1패   | 75.0%     | 5위(12팀)           |                 |
| 합계                     | 합계                     | 합계         | 40        | 37        | 26        | 16        | 66승 53패 | 55.5%     | 우승 1회 준우승 3회 | 결승전 MVP 1회  |

| 팀리그          | 팀리그 | 팀리그       | 팀리그    | 팀리그    | 팀리그    | 팀리그    | 팀리그    | 팀리그    | 팀리그            |
| 시즌            | 시즌   | 소속         | 승        | 패        | 합계      | 승률      | 올킬      | 팀성적    | 비고              |
| --------------- | ------ | ------------ | --------- | --------- | --------- | --------- | --------- | --------- | ----------------- |
| 2003 계몽사     | 예선   | G.O 슈마 G.O | 비출전    | 비출전    | 비출전    | 비출전    | 비출전    | 우승(5팀) |                   |
| 2003 계몽사     | 본선   | G.O 슈마 G.O | 4         | 2         | 4승 2패   | 66.7%     | -         | 우승(5팀) |                   |
| 2003 라이프존   | 예선   | G.O 슈마 G.O | 예선 면제 | 예선 면제 | 예선 면제 | 예선 면제 | 예선 면제 | 우승(8팀) |                   |
| 2003 라이프존   | 본선   | G.O 슈마 G.O | 1         | 0         | 1승 0패   | 100.0%    | -         | 우승(8팀) |                   |
| 2003 LG IBM     | 예선   | G.O 슈마 G.O | 예선 면제 | 예선 면제 | 예선 면제 | 예선 면제 | 예선 면제 | 3위(8팀)  |                   |
| 2003 LG IBM     | 본선   | G.O 슈마 G.O | 2         | 2         | 2승 2패   | 50.0%     | -         | 3위(8팀)  |                   |
| 2004 투싼       | 예선   | KTF 매직엔스 | 예선 면제 | 예선 면제 | 예선 면제 | 예선 면제 | 예선 면제 |           |                   |
| 2004 투싼       | 본선   | KTF 매직엔스 | 1         | 2         | 1승 2패   | 33.3%     | -         | 3위(8팀)  |                   |
| 2004 MBC MOVIES | 예선   | KTF 매직엔스 | 예선 면제 | 예선 면제 | 예선 면제 | 예선 면제 | 예선 면제 |           | 3킬 올킬(vs SouL) |
| 2004 MBC MOVIES | 본선   | KTF 매직엔스 | 6         | 1         | 6승 1패   | 85.7%     | 1회       | 3위(8팀)  | 3킬 올킬(vs SouL) |
| 합계            | 합계   | 합계         | 14        | 7         | 14승 7패  | 66.7%     | 1회       | 우승 2회  | 3킬 올킬 (1회)    |

## 관련 기록
- 스타우트 MSL 우승 (2003.7.19)
  - MSL 초대 로열로더
  - 프로토스 최초의 MBC게임 개인리그 우승 (KPGA 포함)
  - 역대 최초로 로열로더와 옐로로더 동시에 경험
- NHN 한게임배 온게임넷 스타리그 우승 (2004.3.21)
  - 프로토스 최초의 온게임넷 스타리그 2회 연속 결승 진출
  - 프로토스 최초이자 유일한 양대 메이저 리그 우승(현재도 깨지지 않았음)
  - 프로게이머 최초의 단일 년도 양대리그+팀단위 리그 우승

(NHN 한게임배 온게임넷 스타리그를 2003 시즌 마지막 대회로 의제)